# 長福寺 (横浜市港北区綱島)
長福寺（ちょうふくじ）は、神奈川県横浜市綱島台28に所在する寺院。山号は綱島山。

## 縁起
寺伝によると、当地に西国の落武者「綱島十八騎」というものがおり、その中の一人、児島賀典（後に改姓し佐々木姓）が出家し開山したと伝わる。